# رتبة ستة نجوم

رسم لشارة من فئة الستة نجوم، تستند إلى تصاميم في ملفات الجيش الأمريكي

رتبة ستة نجوم هي رتبة مقترحة تتفوق مباشرة على رتبة خمس نجوم، يرتديها مشير الجيوش وأميرال البحرية.

## التاريخ
في 21 يناير 1955، تم اقتراح مشروع قرار على مجلس الشيوخ الأمريكي لتخويل الرئيس الأمريكي آنذاك دوايت د. أيزنهاور بتعيين دوغلاس ماك آرثر، الذي كان آنذاك جنرال برتبة خمس نجوم في الجيش لرتبة ستة نجوم لجيوش الولايات المتحدة تقديراً للخدمات العظيمة التي قدمها لبلاده"، مع" أصبح التعيين ساري المفعول اعتبارًا من الذكرى الخامسة والسبعين لميلاده، 26 يناير 1955. "  لم يكن لدى الاقتراح سوى فرصة ضئيلة للتمرير ولم يتم التصويت عليه.
سبق منح رتبة مشير الجيوش، في عام 1919، للجنرال جون جي بيرشينج ذي الخدمة الفعلية برتبة أربع نجوم. كانت العلامات المستخدمة لتحديد رتبة بيرشينج الجديدة الأعلى من رتبة جنرال عبارة عن أربعة نجوم ذهبية (بدلاً من فضية).

## معرض الصور

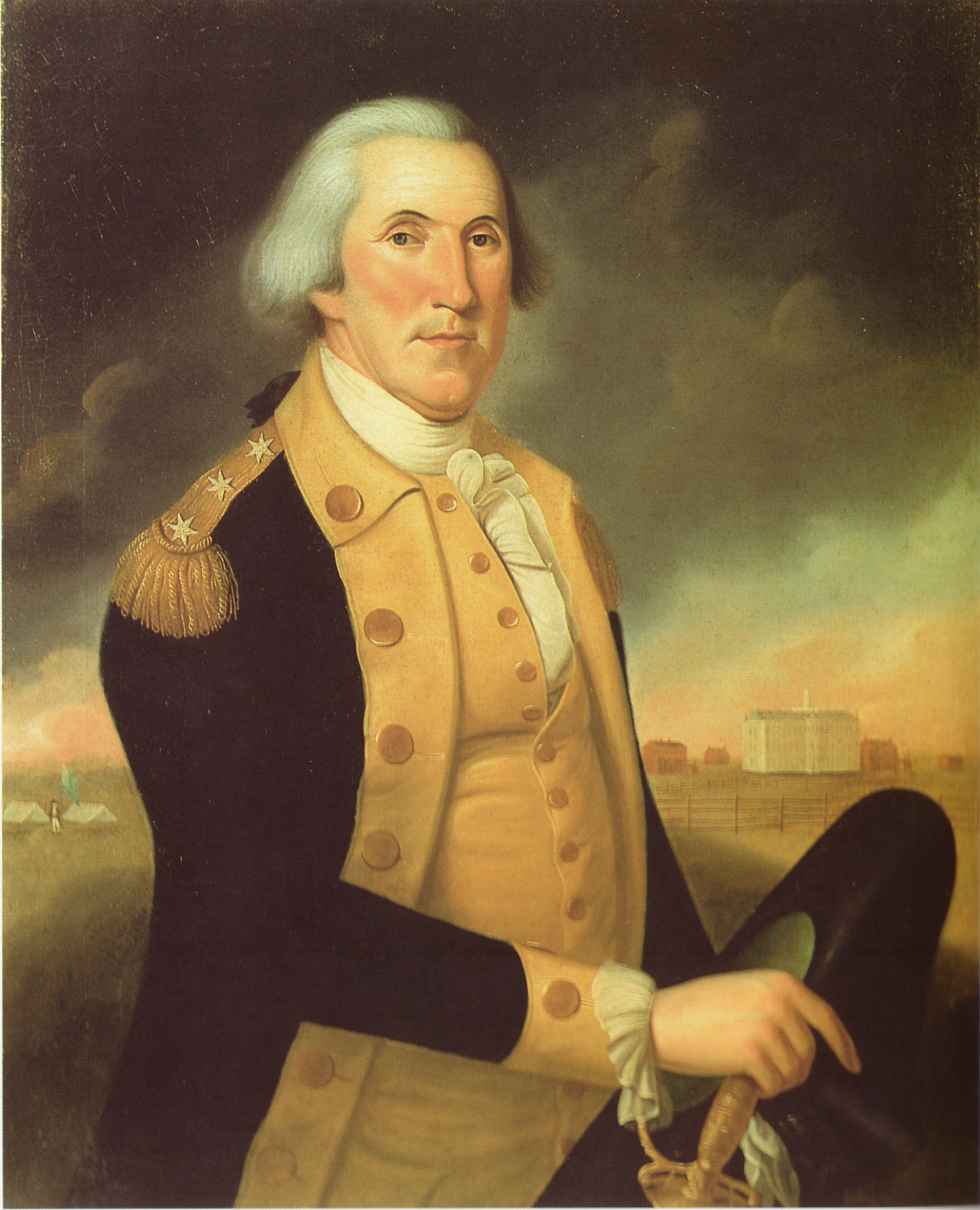
لوحة لجورج واشنطن تظهر ثلاثة شارات. تمت ترقيته بعد وفاته إلى رتبة جنرال جيوش الولايات المتحدة في عام 1976
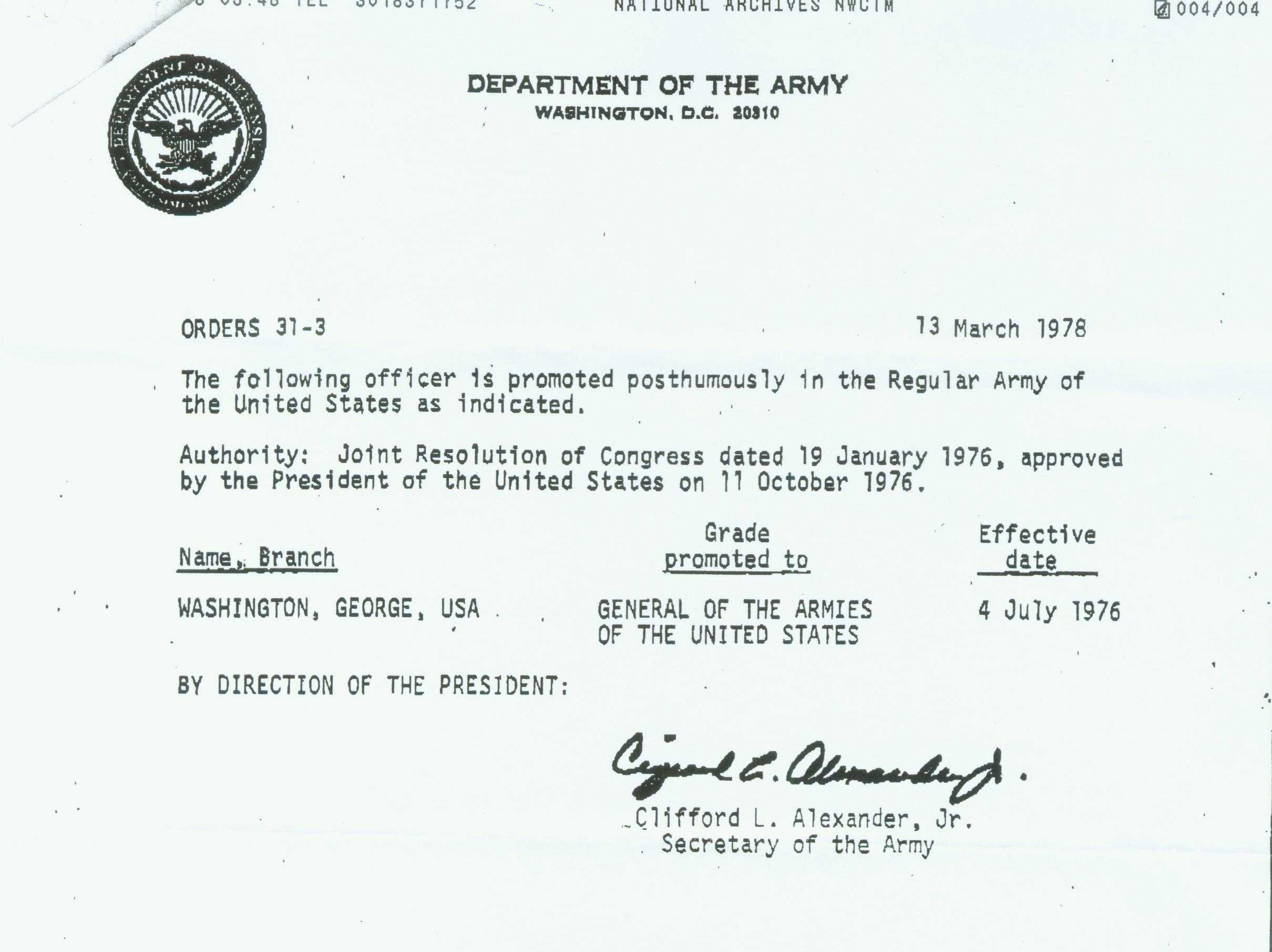
الأمر رقم 31-3 لترقية جورج واشنطن إلى رتبة جنرال جيوش الولايات المتحدة اعتبارًا من 4 يوليو 1976
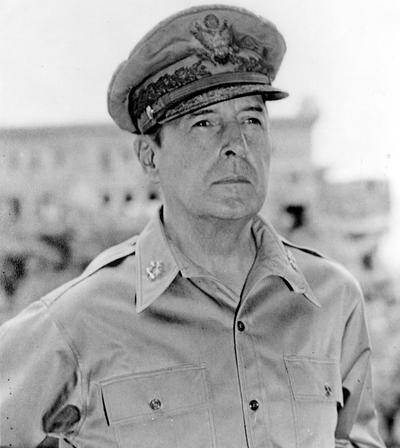
الجنرال دوغلاس ماك آرثر يظهر شارة رتبة خمس نجوم . اقتراح في الكونغرس (1955) بترقية ماك آرثر إلى جنرال الجيوش

</gallery>
|                                 |                                  |
| أميرال البحرية جورج ديوي        | مشير الجيوش الأمريكية جون بيرشنغ |
|                                 |                                  |
| Not including George Washington |                                  |